# Басби, Мэтт
Сэр Алекса́ндр Мэ́ттью Ба́сби, KCSG (англ. Sir Alexander Matthew Busby; 26 мая 1909, Орбистон, Шотландия — 20 января 1994, Манчестер, Англия), более известный как Мэтт Ба́сби (англ. Matt Busby) — шотландский футболист и футбольный тренер, командор Ордена Британской империи (CBE). Наиболее известен как главный тренер английского клуба «Манчестер Юнайтед» в 1945—1969 и 1970—1971 годах. Второй в списке тренеров «Юнайтед» по длительности руководства клубом (в декабре 2010 года сэр Алекс Фергюсон побил рекорд Басби по времени пребывания на должности главного тренера клуба).
Один из лучших тренеров в истории футбола. Занял 2-ю строчку лучших тренеров послевоенного периода по версии The Times, а также 11-ю строчку в списке лучших тренеров всех времен и народов по версии Football Pantheon.

## Ранние годы
Мэтт родился в шахтёрском поселке Орбистон (ныне — часть Беллсхилла), Северный Ланаркшир, в семье католиков, имеющих ирландские корни. Его отец и все его дяди были убиты в Первой мировой войне.

## Футбольная карьера
Басби начал футбольную карьеру в «Манчестер Сити». В 1933 году сыграл в финале Кубка Англии, в котором «Манчестер Сити» уступил «Эвертону», но уже в следующем году выиграл Кубок Англии. Главный тренер «Ливерпуля» Джордж Паттерсон подписал Басби за 8 тыс. фунтов в марте 1936 года. Дебютный матч Мэтта, в котором «Ливерпуль» играл на выезде с «Хаддерсфилдом» 14 марта, сложился неудачно: «красные» проиграли со счётом 1:0. Месяц спустя в матче с «Блэкберном» на «Ивуд Парк» Басби забил свой первый гол за «Ливерпуль». Матч завершился ничьей со счётом 2:2.
Вскоре Басби получил футболку с номером «4», вытеснив из состава Роберта Сэвиджа. Мэтт играл почти в каждом матче на протяжении последующих трёх сезонов. Благодаря своей надёжной и стабильной игре Басби стал капитаном «Ливерпуля» и добился большого уважения.
Басби начинал в позиции оттянутого форварда, но затем стал играть правого полузащитника. Басби вместе с Джимми Макдугаллом и Томом Брэдшо сформировал лучшую, по мнению многих, линию полузащиты в истории клуба — вплоть до момента, когда «полу-защитников» (англ. half-back) сменили «игроки центра поля» (англ. midfielder) в 1970-80-е годы — эпоху наивысшей славы «Ливерпуля».
В мае 1939 года в «Ливерпуль» из «Бишоп Окленд» перешёл Боб Пейсли. Басби помог ему освоиться в клубе, они подружились и оставались друзьями до самой смерти. Никто тогда ещё не знал, что это была дружба в будущем двух самых успешных тренеров в истории английского футбола.
Вторая мировая война положила конец профессиональной карьере игрока Мэтта Басби. Как и большинство игроков «Ливерпуля», он пошёл на военную службу, устроившись в Королевский пехотный полк Ливерпуля.
Басби продолжал играть во время войны. Он трижды выходил на поле в футболке «Челси», играл за «Мидлсбро», «Рединг», «Брентфорд», «Борнмут» и «Хиберниан».
Свой первый (и единственный) официальный матч за национальную сборную Шотландии Басби провёл 4 октября 1933 года, когда на «Ниниан Парк» в Кардиффе в рамках Домашнего чемпионата Великобритании Шотландия проиграла Уэльсу со счетом 2:3. Во время войны Басби также провёл 7 неофициальных матчей за сборную Шотландии.

## Тренерская карьера
После завершения войны в 1945 году 36-летнему Басби предложили работу в тренерском штабе «Ливерпуля». Басби заявил, что он хочет получить больше полномочий для управления собственно игрой команды — эта работа была традиционно закреплена за секретарём клуба. Тогда руководство «Ливерпуля» не решилось на подобные перемены.
В феврале 1945 года Басби принял предложение «Манчестер Юнайтед», а после демобилизации в октябре того же года приступил к работе главным тренером клуба. Он сразу же продемонстрировал свои высокие амбиции, когда «Юнайтед» в сезоне 1946/1947 завоевал серебряные медали Первого дивизиона (чемпионом стал «Ливерпуль»). «Манчестер Юнайтед» занимал второе место в чемпионате в сезонах 1946/47, 1947/48, 1948/49, 1950/51, пока, наконец, не стал чемпионом в сезоне 1951/52. К этому времени состав «Манчестер Юнайтед», капитаном которого был Джонни Кэри, был уже достаточно «возрастным», и Басби нужно было искать молодых игроков для построения новой команды.
Басби добился больших успехов с «Манчестером» несмотря на недостаток в прошлом тренерского опыта. Все ждали, что он потратит много денег на приобретение высококлассных игроков. Но Басби вместо этого постепенно заменял возрастных игроков молодыми ребятами возраста 16—17 лет. Среди них были правый защитник Билл Фоулкс, центральные полузащитники Марк Джонс и Джеки Бланчфлауэр, крайние полузащитники Альберт Скэнлон и Дэвид Пегг, нападающий Лиам Уилан. Среди них был и Дункан Эдвардс, которого многие называют лучшим футболистом Англии своего поколения — он получил вызов в сборную Англии в возрасте 18 лет — рекорд, который продержался более 40 лет.
В течение этого периода команду стали ласково называть «малыши Басби» — из-за юности многих игроков. «Малыши Басби» выиграли чемпионат в сезонах 1955/56 и 1956/57, а в 1957 году дошли до финала Кубка Англии, в котором уступили «Астон Вилле». Молодая команда была настолько успешной, что в течение четырёх лет единственными серьёзными приобретениями «Юнайтед» были лишь центральный нападающий Томми Тейлор и вратарь Гарри Грегг.
Сезон 1957/58 «малыши Басби» начали с серьёзными перспективами завоевания титулов чемпионов Англии, обладателей Кубка Англии и Кубка европейских чемпионов. На пути домой после матча Кубка европейских чемпионов против белградского клуба «Црвена Звезда» 6 февраля 1958 года самолёт с футболистами потерпел крушение в аэропорту Мюнхена. Погибло 23 человека, в том числе 8 игроков и трое работников клуба. Дункан Эдвардс скончался через 15 дней в больнице. Двое игроков получили травмы, не позволившие им в дальнейшем играть в футбол. Мэтт Басби получил многочисленные травмы, но выжил и был выписан из госпиталя через два месяца после катастрофы. Три месяца спустя он присутствовал на финальном матче Кубка Англии, где обескровленный «Юнайтед» проиграл «Болтону» на стадионе «Уэмбли». В следующем сезоне он вернулся к работе на должность главного тренера клуба, которую временно исполнял его помощник Джимми Мерфи.
В 1958 году Басби был назначен исполняющим обязанности главного тренера сборной Шотландии. Под его руководством Шотландия провела две игры против Уэльса и Северной Ирландии. Тогда же свой первый матч за сборную сыграл Денис Лоу.
После катастрофы Басби начал строить новую команду вокруг выживших в Мюнхене Гарри Грегга, Бобби Чарльтона и Билла Фоулкса. Он купил из других клубов Дэвида Херда, Альберта Куиксолла и Дениса Лоу. К 1964 году Басби обнаружил молодого талантливого игрока Джорджа Беста из Северной Ирландии, которого многие считают лучшим футболистом того десятилетия.
К 1963 году Басби успешно перестроил «Юнайтед», приведя команду к победе в финале Кубка Англии над «Лестером» со счётом 3:1. «Манчестер Юнайтед» выиграл Первый дивизион в сезонах 1964/65 и 1966/1967, упустив чемпионство в сезоне 1965/66 в последнем туре, что не позволило команде сделать чемпионский «хет-трик», взяв лигу три сезона подряд (этого достижения «Манчестер Юнайтед» добьется позже под руководством Алекса Фергюсона).
Наибольшего успеха в своей карьере Басби добился 29 мая 1968 года, когда «Манчестер Юнайтед» выиграл Кубок европейских чемпионов, обыграв в финальном матче на «Уэмбли» португальскую «Бенфику». Год спустя Мэтт ушёл с поста главного тренера, но остался директором клуба, передав тренерские полномочия бывшему игроку Уилфу Макгиннессу. После увольнения Макгиннеса в декабре 1970 года Басби временно стал главным тренером команды, хотя вопрос о его возвращении в качестве главного тренера на постоянной основе даже не обсуждался. После этого он был директором клуба в течение 11 лет, а в 1982 году стал президентом «Манчестер Юнайтед».
Басби был награждён орденом Британской империи (СВЕ) в 1958 году, а десять лет спустя был посвящён в рыцари и получил титул «сэр». В августе 1991 года на стадионе «Олд Траффорд» был проведён матч в честь сэра Мэтта Басби, в котором сошлись новое поколение игроков «Манчестер Юнайтед» (включая Марка Хьюза и Стива Брюса) и сборная Ирландии. Матч закончился вничью со счётом 1:1.
Мэтт Басби скончался от рака в январе 1994 года в возрасте 84 лет. Он был похоронен на Южном кладбище города Манчестер.

## Память

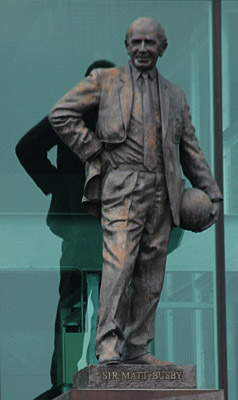
Памятник сэру Мэтту Басби

Имя сэра Мэтта Басби было занесено в Зал славы английского футбола в 2002 году в честь признания его заслуг по развитию английского футбола.

### Дорога имени сэра Мэтта Басби
В 1993 году улица в Стретфорде, Большой Манчестер, на которой расположен «Олд Траффорд», домашний стадион футбольного клуба «Манчестер Юнайтед», получила название Дорога имени сэра Мэтта Басби (Sir Matt Busby Way). До этого она называлась «Уорик Роуд Норт» (Warwick Road North). Басби умер менее чем через год после переименования.

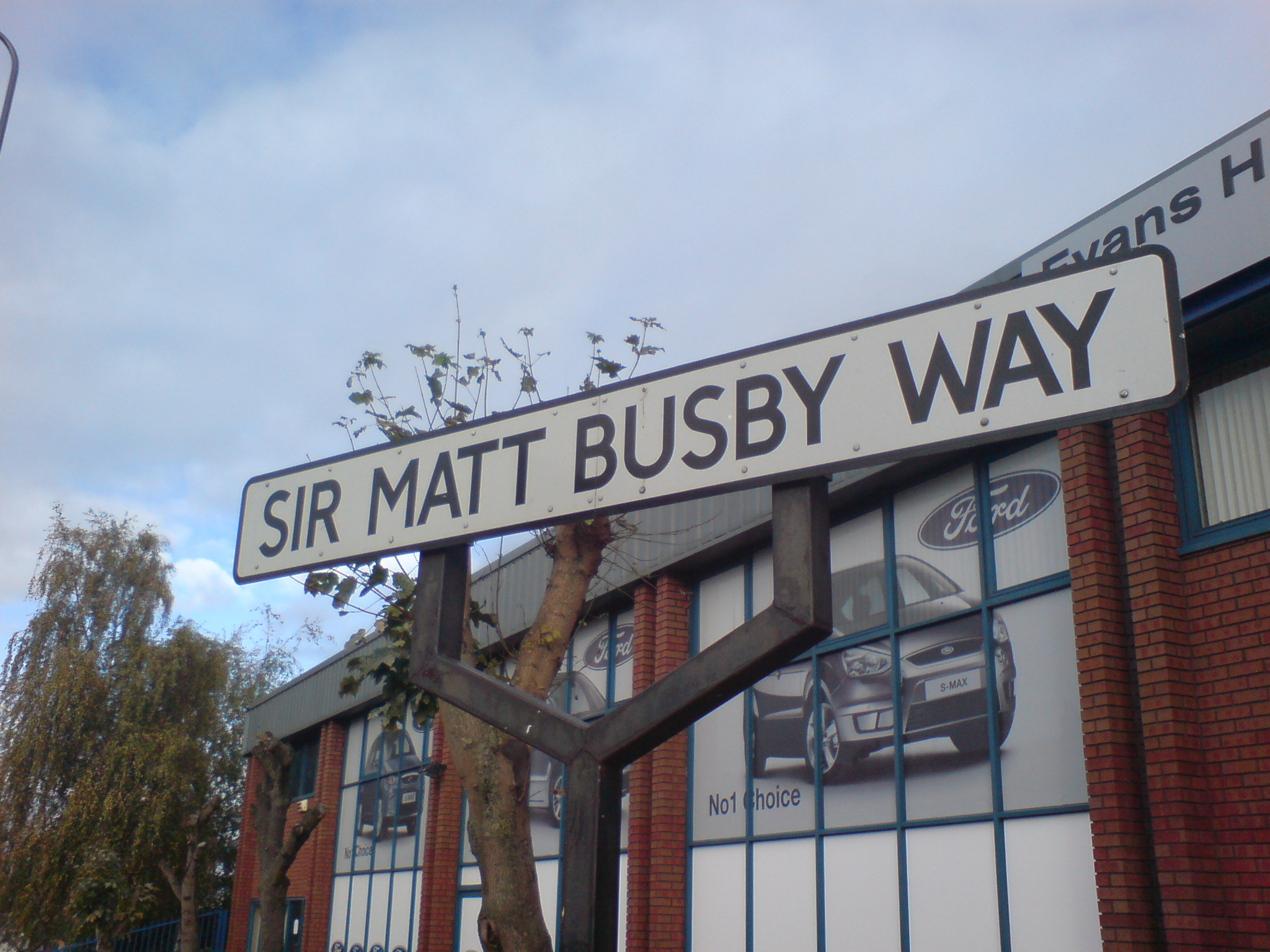

Длина улицы составляет около 420 м. Она протянулась от «Честер Роуд» (A56) до «Траффорд Парк Роуд» (A5081). Улица ведёт к «Юнайтед Роуд», которая проходит под Северной трибуной «Олд Траффорд», и к «Рейлуэй Роуд», которая проходит вдоль железнодорожной линии, примыкающей к стадиону.
С внешней стороны Восточной трибуны стадиона «Олд Траффорд» находится бронзовая статуя сэра Мэтта Басби, обращённая лицом к носящей его имя улице.

## Достижения

### В качестве игрока
«Манчестер Сити»
- Обладатель Кубка Англии: 1934

### В качестве тренера
«Манчестер Юнайтед»
- Чемпион Первого дивизиона (5): 1951/52, 1955/56, 1956/57, 1964/65, 1966/67
- Обладатель Кубка Англии (2): 1948, 1963
- Обладатель Кубка европейских чемпионов: 1968
- Обладатель Суперкубка Англии (5): 1952, 1956, 1957, 1965*, 1967*
- Итого: 13 трофеев

 * Разделённые победы в Суперкубке

### Личные
- Награда ПФА за заслуги перед футболом: 1980
- Введён в Зал славы шотландского футбола
- Введён в Зал славы английского футбола
- Командор Ордена Британской империи: 1958
- Рыцарь-бакалавр: 1968
- Орден Святого Григория Великого: 1972

## Статистика выступлений
| Клуб             | Сезон            | Лига | Лига | Кубок Англии | Кубок Англии | Суперкубок Англии | Суперкубок Англии | Итого | Итого |
| Клуб             | Сезон            | Игры | Голы | Игры         | Голы         | Игры              | Голы              | Игры  | Голы  |
| ---------------- | ---------------- | ---- | ---- | ------------ | ------------ | ----------------- | ----------------- | ----- | ----- |
| Манчестер Сити   | 1928/29          | 0    | 0    | 0            | 0            | 0                 | 0                 | 0     | 0     |
| Манчестер Сити   | 1929/30          | 11   | 3    | 1            | 2            | 0                 | 0                 | 12    | 5     |
| Манчестер Сити   | 1930/31          | 20   | 0    | 1            | 0            | 0                 | 0                 | 21    | 0     |
| Манчестер Сити   | 1931/32          | 41   | 1    | 5            | 0            | 0                 | 0                 | 46    | 1     |
| Манчестер Сити   | 1932/33          | 39   | 1    | 7            | 1            | 0                 | 0                 | 46    | 2     |
| Манчестер Сити   | 1933/34          | 39   | 4    | 8            | 0            | 0                 | 0                 | 47    | 4     |
| Манчестер Сити   | 1934/35          | 33   | 1    | 1            | 0            | 1                 | 0                 | 35    | 1     |
| Манчестер Сити   | 1935/36          | 19   | 1    | 1            | 0            | 0                 | 0                 | 20    | 1     |
| Манчестер Сити   | Итого            | 202  | 11   | 24           | 3            | 1                 | 0                 | 227   | 14    |
| Ливерпуль        | 1935/36          | 11   | 1    | 0            | 0            | 0                 | 0                 | 11    | 1     |
| Ливерпуль        | 1936/37          | 29   | 1    | 1            | 0            | 0                 | 0                 | 30    | 1     |
| Ливерпуль        | 1937/38          | 33   | 0    | 3            | 0            | 0                 | 0                 | 36    | 0     |
| Ливерпуль        | 1938/39          | 42   | 1    | 3            | 0            | 0                 | 0                 | 45    | 1     |
| Ливерпуль        | Итого            | 115  | 3    | 7            | 0            | 0                 | 0                 | 122   | 3     |
| Всего за карьеру | Всего за карьеру | 317  | 14   | 31           | 3            | 1                 | 0                 | 349   | 17    |

## Тренерская статистика
| Команда           | Страна         | Начало работы   | Завершение работы | Показатели | Показатели | Показатели | Показатели | Показатели | Показатели | Показатели |
| Команда           | Страна         | Начало работы   | Завершение работы | И          | В          | Н          | П          | МЗ         | МП         | % побед    |
| ----------------- | -------------- | --------------- | ----------------- | ---------- | ---------- | ---------- | ---------- | ---------- | ---------- | ---------- |
| Манчестер Юнайтед | Англия         | 1 февраля 1945  | 8 июня 1969       | 1120       | 565        | 263        | 292        | 2286       | 1536       | 50,08      |
| Великобритания    | Великобритания | Июль 1948       | Август 1948       | 4          | 2          | 0          | 2          | 9          | 11         | 50,00      |
| Шотландия         | Шотландия      | Сентябрь 1958   | Декабрь 1958      | 6          | 1          | 2          | 3          | 7          | 12         | 16,66      |
| Манчестер Юнайтед | Англия         | 28 декабря 1970 | 2 июня 1971       | 21         | 11         | 3          | 7          | 38         | 30         | 52,38      |
| Итого             | Итого          | Итого           | Итого             | 1151       | 579        | 268        | 304        | 2340       | 1589       | 50,30      |

## В популярной культуре
Мэтт Басби упоминается в песне «Dig It» группы The Beatles с альбома Let It Be.